# Jean-Adam Ier
Jean Adam Ier Andreas (ou Johann Adam Ier ou Hans-Adam Ier), né à Brünn le 16 août 1662 et mort à Vienne le 16 juin 1712, est prince souverain de Liechtenstein de 1684 à 1712. 

## Éléments de Biographie
Il est le fils de Charles-Eusèbe de Liechtenstein (1611-1684) et de Johanna Beatrix, comtesse de Dietrichstein-Nikolsburg (1625-1676). En 1699, pour 115 000 florins, il fait l'acquisition de la seigneurie de Schellenberg,  puis en 1708 pour 290 000 florins du comté de Vaduz qu'il achète tous deux au comte de Jacques-Hannibal III de Hohemens.
De son union avec sa cousine Edmunda Maria Theresia, princesse de Dietrichstein-Nikolsburg, il a deux fils et plusieurs filles dont : 
- Charles Joseph (1684–1704)
- Marie Elisabeth (8 mai 1683 – 4 mai 1744), épouse de Léopold de Schleswig-Holstein-Sonderbourg-Wiesenbourg,
- Marie Antonia (10 avril 1687 – 9 octobre 1750)
- François Dominique (1er septembre 1689 – 19 mars 1711)
- Marie Gabrielle de Liechtenstein (1692–1713) épouse en 1712 son cousin, Joseph-Jean-Adam de Liechtenstein
- Marie-Thérèse de Liechtenstein (1694 †  1722) épouse en 1713 Emmanuel-Thomas de Savoie-Carignan.
- Maria Dominique (5 août 1698 – 2 juin 1724)

Désormais sans descendance masculine, ses domaines et ses titres passent à son cousin Antoine-Florian de Liechtenstein, pour qui l'empereur Charles VI érige ses domaines en 1719 en principauté souveraine indépendante et héréditaire de Liechtenstein.